# 대일본 프로레슬링

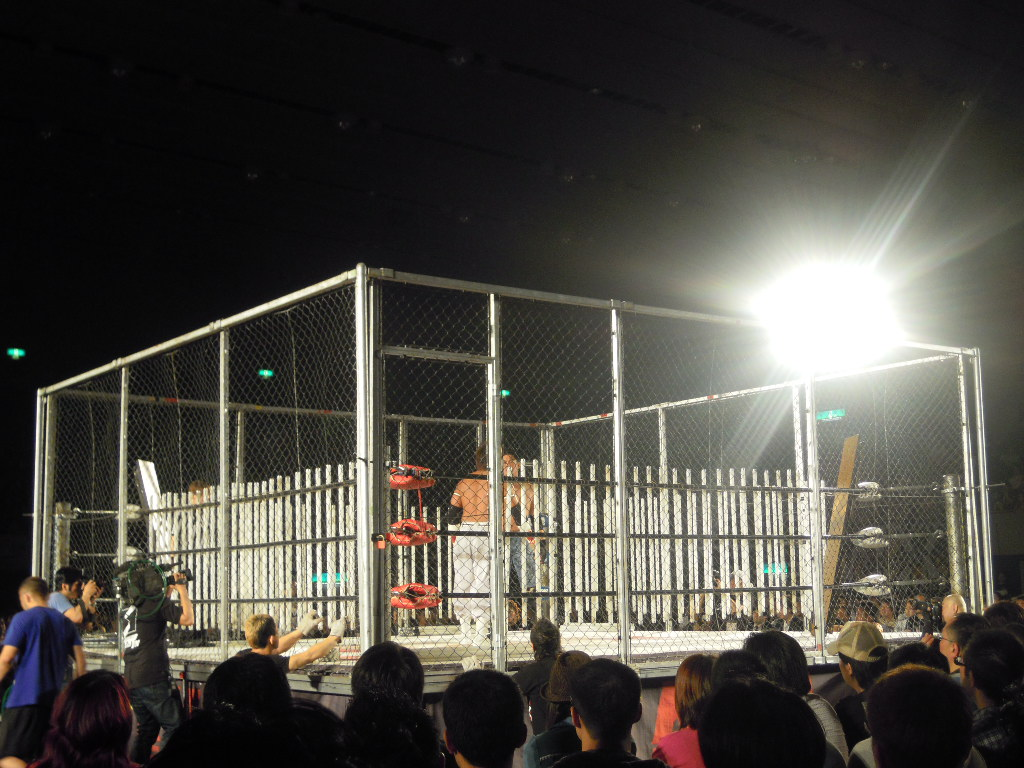

대일본 프로레슬링 (Big Japan Pro Wrestling, 약자 BJW)는 신야 코지카에 의하여 1995년에 창설된 일본 하드코어 프로레슬링 단체이다.

## 역사

### BJW의 시작, Big Japan Pro-Wrestling
1995년 3월 전일본 프로레슬링 레슬러였던 신야 코지카와 켄도 나가사키가 일본에 데쓰매치 및 하드코어 스타일의 레슬링 붐을 일으키기
위해 대일본 프로레슬링을 창립하였다. 켄도 나가사키가 1999년에 대일본 프로레슬링을 떠난 후 신야 코지카가 대일본 프로레슬링의 회장이
되었다.
대일본 프로레슬링은 지금은 사라진 FMW (프론티어 마티얼 아츠 레슬링)과 IWA 제팬 (인터내셔널 레슬링 어소시에이션 제팬)과 제휴관계를
형성하였다. 이 단체들은 모두 데쓰매치 및 하드코어 스타일의 레슬링을 추구하였다. 무기사용이 가능하고 익스트림한 스타일의 레슬링이다.

### 경기방식
- 써커스 데쓰매치
- 피란하 데쓰매치
- 스콜피온 데쓰매치
- 크로커다일 데쓰매치
- 퍼쓰트 스톤 데쓰매치
- 대일본 윙 크라이시스 빅 본 데쓰매치

### 제휴단체들
1996년부터 1997년초까지 신일본 프로레슬링과 제휴관계를 맺는다. 그리하여 대일본 프로레슬링 선수들이 신일본 프로레슬링 무대에도
모습을 드러내기 시작한다.
1990년대 후반부터 2000년대까지 대일본 프로레슬링은 미국의 하드코어 단체인 컴뱃 존 레슬링과 제휴관계를 형성하게 된다. 양단체의
선수들은 미국과 일본을 오가면서 등장하게 된다.

## 소속 선수들
| - 셰도우 WX - 류지 이토 - 압둘라 코바야시 - 자키 누마자와 - 다이스케 세키모토 - 준 카사이 - 유코 미야모토 - 류지 야마카와 - 타카시 사사키 - 류이치 카와카미 - 맨즈 테이오 - 맘모스 사사키 - 카츠마사 이노우에 - 히로유키 콘도 - 다이코쿠보 벤케이 - 유이치 타니구치 - 타투미 츠카모코 - 카즈키 하시모토 - 칸쿠로 호시노 - 온료 - 시노부 - 유사쿠 오바타 - 사부로 이네마추 - 아츠시 오하시 - 신야 이시카와 - 유지 오카바야시 - 마사다 - 매드 맨 폰도 - 니크로 부쳐 - 크래이그 클래식 |

### 동창생들
| - 킨타로 카네무라 - 배드보이 히도 - 압듈라 더 부쳐 - 요시히로 타지리 - 토모아키 혼다 - 류지 야마카와 - 미츠히로 마츠나가 - 더 윙거 - 호미사이드 - 미스터 포고 - 쇼지 나카마키 - 켄도 나가사키 - 타잔 고토 - 아시안 코우거 - 테츠히로 쿠로다 - 하이69 - 미야와키 - 겐타로 - 쿄코 키무라 - 하카루 이마이 - 크레이지 셔크 ("미스터 하드코어" 리코 수에브) - 제이슨 더 테러블 - 마이크 셈플스 - 제이슨 레이 - 스터링 제임스 키난 |

### CZW 워리어즈 (2000년 ~ 2002년)
| - 존 잰딕 - 닉 게이즈 - 와이프비터 - 러커스 - 저스티스 페인 - 네이트 핫레드 - 쟈니 케시미어 - 트랜트 에이시드 - 닉 벅 - 반 헤머 |

## 챔피언

### 현재 챔피언
| 타이틀                         | 현재 챔피언                 | 획득한 날짜     |  |
| ------------------------------ | --------------------------- | --------------- |  |
| BJW 데쓰매치 헤비웨이트 챔피언 | 칸커로 호스히노             | 2016년 7월 24일 |  |
| BJW 태그팀 챔피언              | 코헤이 사토 & 이시카와 슈지 | 2016년 5월 30일 |  |

### 폐지된 챔피언
| 타이틀                            | 현재 챔피언                 | 획득한 날짜      |  |
| --------------------------------- | --------------------------- | ---------------- |  |
| BJW 월드 헤비웨이트 챔피언        | 맨스 테이오                 | 2004년 9월 5일   |  |
| BJW 월드 주니어 헤비웨이트 챔피언 | 호미사이드                  | 2002년 11월 15일 |  |
| BJW 8인 스크램블 챔피언           | 그레이트 코지카             |                  |  |
| BJW 월드 위민스 챔피언            | 카오리 요네야마             |                  |  |
| FMW/WEW 하드코어 태그팀 챔피언    | 브라흐먼 슈 & 브라슈먼 케이 | 2009년 5월 6일   |  |